# Marianów (gmina Wolbórz)
Marianów – wieś w Polsce, położona w województwie łódzkim, w powiecie piotrkowskim, w gminie Wolbórz.
W latach 1975–1998 miejscowość należała administracyjnie do województwa piotrkowskiego.